# Aramits
Aramits ist eine französische Gemeinde mit 658 Einwohnern (Stand 1. Januar 2022) im Département Pyrénées-Atlantiques in der Region Nouvelle-Aquitaine. Die Gemeinde gehört zum Arrondissement Oloron-Sainte-Marie und zum Kanton Oloron-Sainte-Marie-1 (bis 2015: Kanton Aramits).
Die Bewohner werden Aramitsiens genannt.

## Geographie

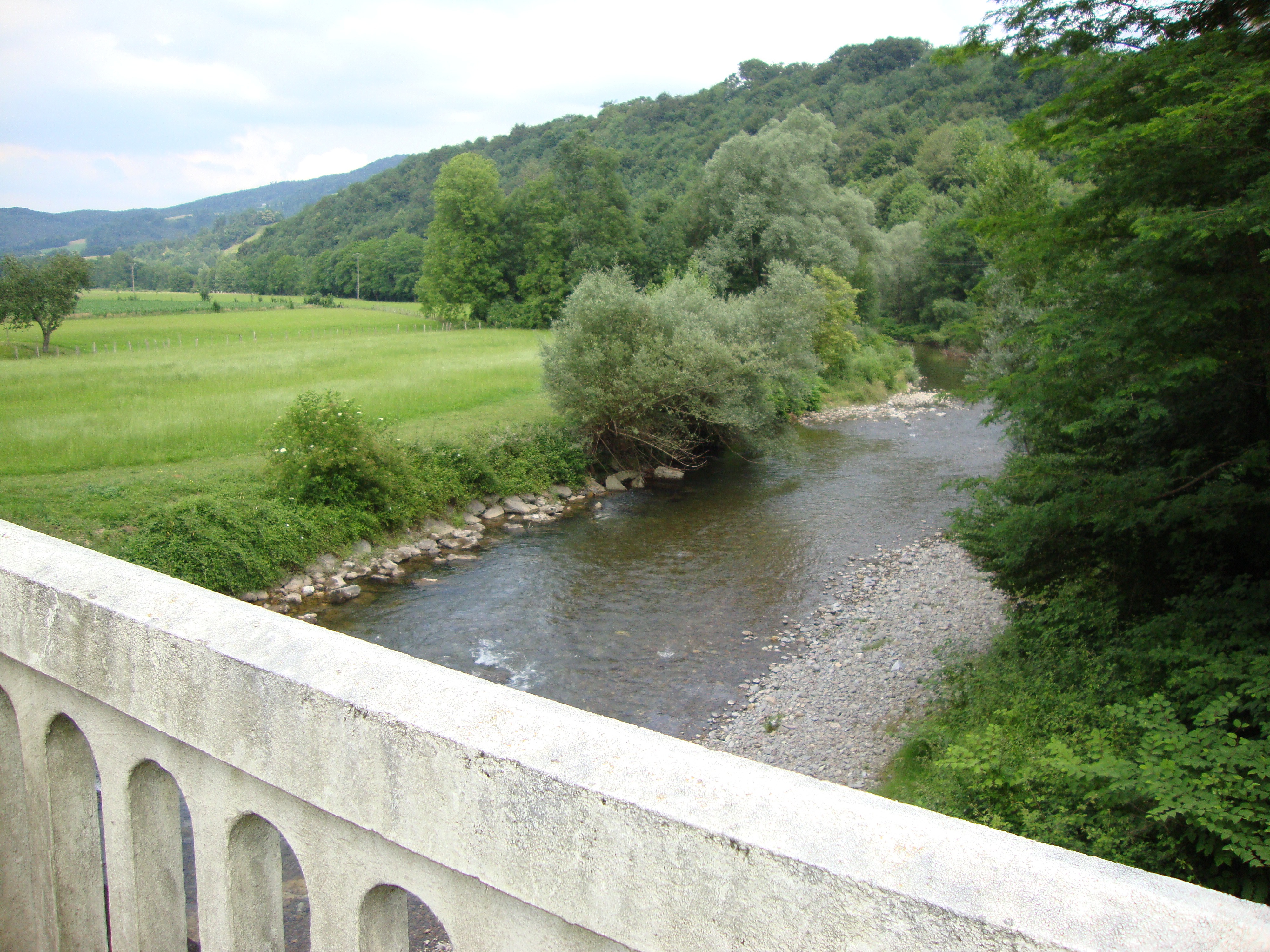
Der Fluss Vert im Ortsteil Serreuille

Aramits liegt circa 15 Kilometer südwestlich von Oloron-Sainte-Marie im Barétoustal, das westlichste der drei Täler des Hoch–Béarn. Die höchste Erhebung in Aramits ist der Sommet de Souek (628 m), nordwestlich der Ortsmitte gelegen.
Umgeben wird Aramits von den Nachbargemeinden:
- Esquiule und Ance-Féas im Norden,
- Asasp-Arros im Osten,
- Arette und Issor im Süden,
- Lanne-en-Barétous im Südwesten sowie
- Barcus im Westen.

Aramits liegt im Einzugsgebiet des Flusses Adour und wird durchquert von drei Nebenflüssen des Gave d’Oloron, der Mielle, dem Vert und dem Joos.
Der Vert hat Zuflüsse, die das Ortsgebiet durchqueren:
- der Aurone,
- der Lancy,
- der im Ortsgebiet entspringende Littos,
- der Talou Gros,
- der im Ortsgebiet entspringende Arrec Bugalaran,
- der Vert de Barlanès, auch Bitole genannt,
  - mit seinem im Ortsgebiet entspringenden Zufluss, dem Arrec de Rachet,
- der Ibarcis und
- der im Ortsgebiet entspringende Labeigt
  - mit seinem im Ortsgebiet entspringenden Zufluss, dem Audore.

Der Vert hat ebenfalls Zuflüsse, die das Ortsgebiet durchfließen:
- der Arriou de Soulou,
- der Bouhatéko erreka
  - mit seinem im Ortsgebiet entspringenden Zufluss, dem Arrec Dragon.[3]

## Geschichte

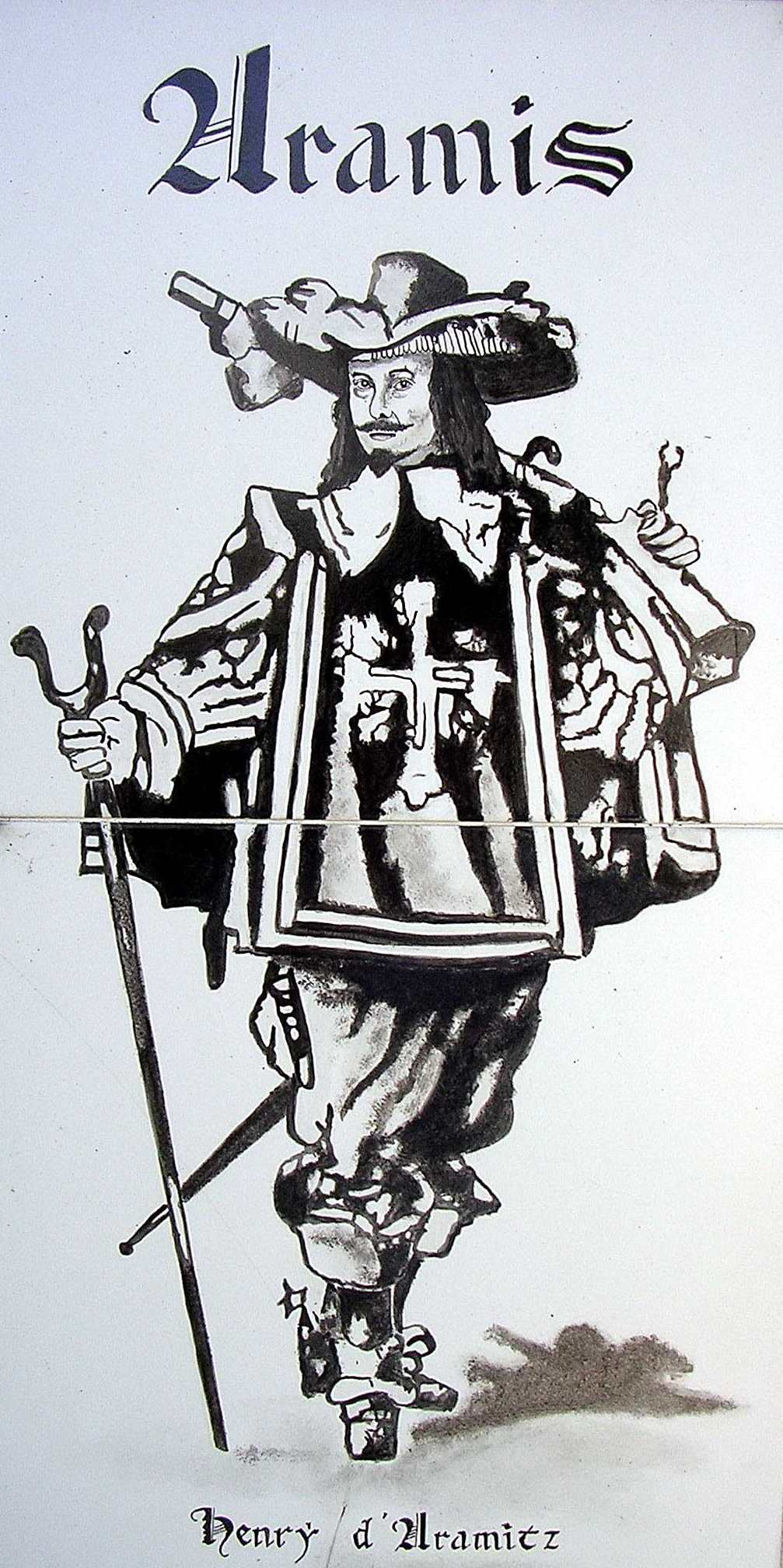
Musketier Aramis, Illustration

Aramits wurde 1270 erstmals im Kopialbuch vom Ossautal erwähnt. Einige Jahre vorher, um 1221, haben sich die Bewohner des Barétoustal von den Markgrafen losgesagt. Die Gemeinschaft der Dörfer wurde verwaltet von Magistratsräten der sechs Kommunen, die sich im Hauptort Aramits versammelten.
In der Volkszählung im Jahre 1385 wurden 52 Familien gezählt und vermerkt, dass die Siedlung in der Bailliage von Oloron liegt.
Wie viele andere Siedlungen im Béarn oder im Baskenland, so liegt auch Aramits am Jakobsweg, ein Pilgerweg mit dem Ziel Santiago de Compostela in Galicien (Spanien). Im Fall von Aramits ist es der Weg über den Col de la Pierre Saint-Martin, die heutigen Routes départementales 133 und 132. Aramits unterhielt eine Pilgerherberge, die in den Wirren der Hugenottenkriege um 1569 zerstört wurde.
Im 17. Jahrhundert bewohnte die Familie von Henry d’Aramitz, einem berühmten Musketier des französischen Königs Ludwig XIII., das Schloss von Labadie in Aramits.

### Einwohnerentwicklung
| Jahr      | 1968 | 1975 | 1982 | 1990 | 1999 | 2009 | 2022 |
| --------- | ---- | ---- | ---- | ---- | ---- | ---- | ---- |
| Einwohner | 600  | 621  | 602  | 588  | 653  | 677  | 658  |

## Sehenswürdigkeiten

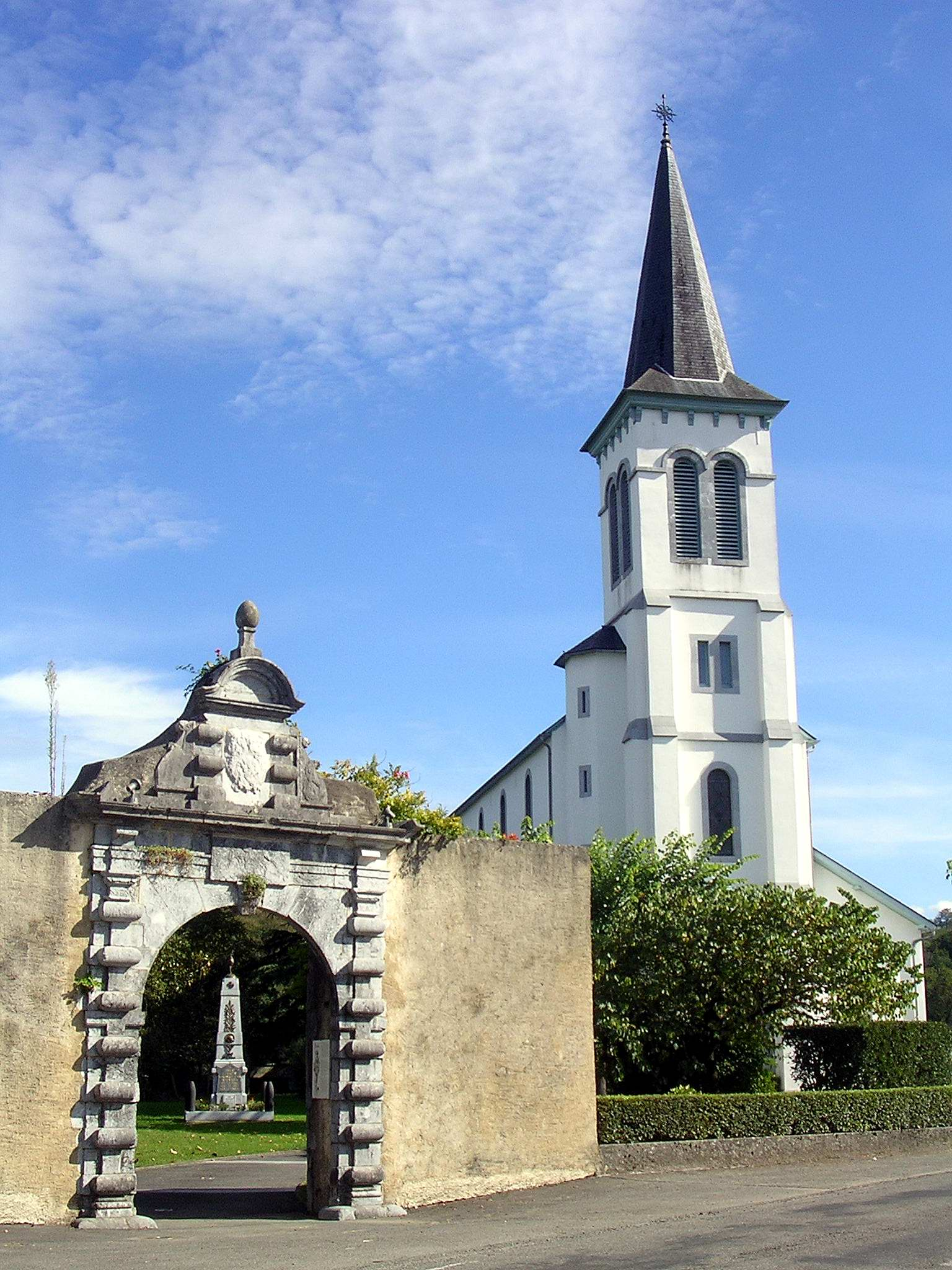
Kirche Saint-Vincent und Portal des ehemaligen Laienklosters

- Pfarrkirche, gewidmet Vinzenz von Valencia, als Schutzpatron der Winzer verehrt. Die heutige Kirche wurde 1884 vom Architekten Gabriel Serres aus Pau im neobyzantinischen Stil erbaut, der im 19. Jahrhundert in Mode war. Ein Beispiel hierfür ist Sacré-Cœur de Montmartre in Paris. Die Pfarrkirche ersetzte das ehemalige Laienkloster, von dem ein Eingangstor mit Bossenwerk aus dem 17. Jahrhundert, wenige Meter von der Kirche entfernt, übrig geblieben ist.[8]

## Städtepartnerschaften
Aramits unterhält Städtepartnerschaften über den Gemeindeverband, die Communauté de communes de la vallée de Barétous, mit:
- Isaba in Spanien, seit 1977
- Roncal in Spanien, seit 2003.

## Wirtschaft und Infrastruktur
Neben der traditionellen Landwirtschaft und Verarbeitung von tierischen Produkten bestimmt auch der Tourismus die Wirtschaft.
Aramits liegt in den Zonen AOC des Ossau-Iraty, eines traditionell hergestellten Schnittkäses aus Schafmilch, sowie der Schweinerasse und des Schinkens „Kintoa“. Eine Käserei in Aramits produziert den Ossau-Iraty, ein traditionell hergestellter Schnittkäse aus Schafmilch, und weitere Käsesorten.

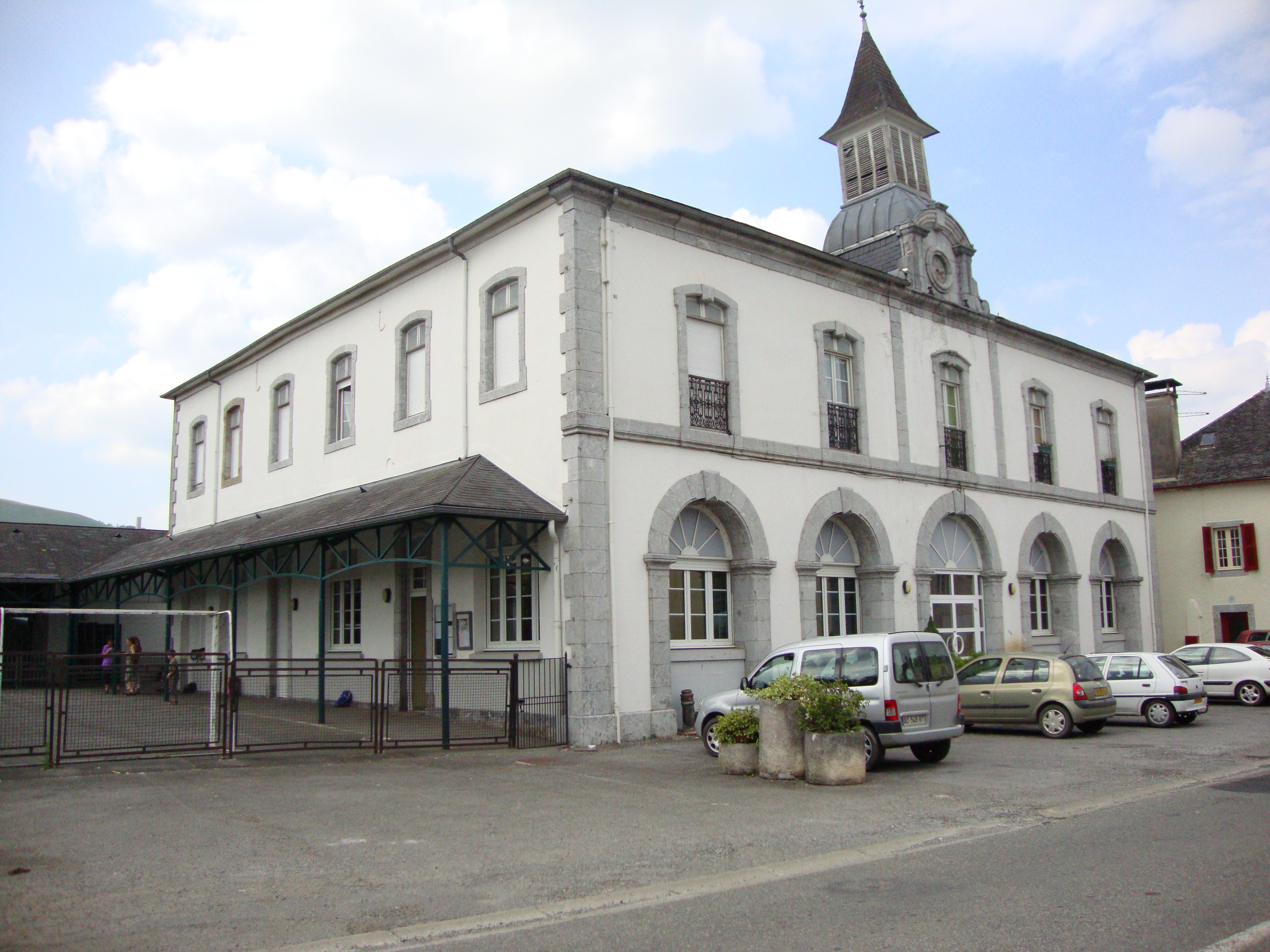
Schulgebäude in Aramits

### Bildung
Aramits verfügt über eine öffentliche Vor- und Grundschule mit 54 Schülerinnen und Schülern im Schuljahr 2017/2018.

### Verkehr
Aramits ist angeschlossen an die Routes départementales 133, 659, 918 (ehemalige Route nationale 618a) und 919 (ehemalige Route nationale 618) und ist über Linien des Busnetzes Transports 64 über Oloron-Sainte-Marie mit anderen Gemeinden des Départements verbunden.

## Persönlichkeiten
Henri d’Aramitz ist die Vorlage für Alexandre Dumas zu seiner fiktiven Figur des „Aramis“ in seinem Roman „Die drei Musketiere“. Er ist etwa um 1620 geboren und war von 1640 bis 1646 Musketier in der Garde des französischen Königs. Es wird angenommen, dass sein Tod zwischen 1673 und 1675 eintrat.